# Xerochrysum papillosum
Xerochrysum papillosum là một loài thực vật có hoa trong họ Cúc. Loài này được (Labill.) R.J.Bayer mô tả khoa học đầu tiên năm 2001.